# Elegia esterhuyseniae
Elegia esterhuyseniae är en gräsväxtart som beskrevs av Neville Stuart Pillans. Elegia esterhuyseniae ingår i släktet Elegia och familjen Restionaceae. Inga underarter finns listade i Catalogue of Life.